# Alfeu de Freitas
Alféu Martha de Freitas es un exfutbolista brasileño (centrodelantero), nacido en Montenegro, Rio Grande do Sul, el 24 de agosto de 1936. Inició su carrera en 1956, en el Aimoré, luego jugó en Portuguesa y en Internacional de Porto Alegre, donde integró el equipo Campeón Gaúcho en 1961. En 1963 fue contratado por San Lorenzo de Almagro de Argentina, en donde estuvo jugando durante dos temporadas, jugando 9 partidos y marcando 2 goles. Culminó su carrera en el Grêmio de Porto Alegre en 1964. 
Su hermano Alcindo jugó la Copa Mundial de Fútbol de 1966 en la selección de Brasil.

## Su trayectoria
Aimoré: 1956 - 1957 
Portuguesa: 1958 
Internacional: 1959 - 1962 
San Lorenzo (ARG): 1963 - 1964 
Grêmio: 1964 

## Título
Campeonato Gaúcho 1961
- Datos: Q4721907